# Cisownik (województwo świętokrzyskie)
Cisownik – wieś sołecka w Polsce położona w województwie świętokrzyskim, w powiecie koneckim, w gminie Smyków.
W latach 1975–1998 miejscowość administracyjnie należała do województwa kieleckiego.
Wierni Kościoła rzymskokatolickiego należą do parafii Matki Bożej Częstochowskiej w Miedzierzy.

## Części wsi
| SIMC    | Nazwa     | Rodzaj    |
| ------- | --------- | --------- |
| 0269943 | Komorniki | część wsi |

## Historia
Wieś założona na surowym korzeniu (de nova radice). Nazwa związana z miejscową florą – zagajnik cisowy. Pierwsze zapiski dotyczące Cisownika sięgają 1564 r. Była to wieś królewska. W 1629 r. Krzysztof Przerębski, syn zmarłego Stanisława z Przeręba Przerębskiego, fundator kościoła w Miedzierzy, starosta opoczyński i radoszycki oderwał od parafii Radoszyce do nowej parafii w Miedzierzy wsie królewskie: Kazanów, Smyków, Zaborowice, Kamienną Wolę, Królewiec, Adamów, Przyłogi i Cisownik, w zamian za dziesięcinę od tamtych wiosek (30 zł rocznie).
W 1784 r. wieś administracyjnie należące do powiatu chęcińskiego w województwie sandomierskim była własnością rodu Małachowskich, bowiem w regestrze diecezjów jako właściciel widnieje Małachowski, podkanclerz koronny.
Historia Cisownika związana jest nie tylko z parafią Miedzierza, ale również z okolicznymi osadami, zwłaszcza że na tych terenach znajdowały się kopalnie rud żelaza. W okolicznych lasach do dziś znajdują się głębokie szyby, które przypominają o przemysłowym charakterze tych terenów. W dokumentach z dnia 1 czerwca 1854 r. (Tabela powinności włościan) możemy wyczytać, że w Cisowniku (powiecie koneckim) w tymże roku było 11 kolonistów i 14 komorników. Koloniści zamieszkiwali w głównej części wsi (wieś zbudowana na wzór ulicówki) i byli nazywani „Gospodarze”, natomiast komornicy zamieszkiwali przysiółek do dziś zwany „Kumorniki”. Wówczas Cisownik znajdował się w ekonomii Radoszyce, powiecie opoczyńskim, guberni radomskiej.
Po I wojnie światowej w Cisowniku była szkoła, która istniała tylko kilka miesięcy. Po jej zamknięciu dzieci uczęszczały do szkoły w Przyłogach (3 km od Cisownika). Położenie geograficzne wsi Cisownik (wśród lasów) miało duży wpływ na losy jej mieszkańców, szczególnie podczas niemieckiej okupacji. W okolicznych lasach znajdowali schronienie partyzanci. W 1939 roku (najprawdopodobniej na początku listopada) w Cisowniku zatrzymał się oddział majora Henryka Dobrzańskiego (pseudonim „Hubal”) – 22 ułanów i kobieta Marianna Cel „Tereska”. Jednak już tego samego dnia Niemcy wiedzieli o stacjonujących żołnierzach i ci musieli uciekać do lasu. Ta sytuacja rozwścieczyła Niemców i już na drugi dzień wrócili do Cisownika, zebrali wszystkich mieszkańców na jednym placu, a naprzeciw postawili karabiny maszynowe. Wszyscy myśleli że to już koniec, ale dobra znajomość języka niemieckiego przez dwoje mieszkańców pomogła uratować wieś i ludzi. Tych dwoje zaprzeczało z uporem jakoby mieszkańcy Cisownika pomagali partyzantom. Niemcy uwierzyli i odjechali ze wsi.
W drugim roku wojny dnia 7 kwietnia 1940 r. zostały spalone wsie Adamów i Królewiec, a 104 mężczyzn bestialsko zamordowanych. Niemcy wiele razy w czasie wojny przyjeżdżali do Cisownika. Zabierali ludziom żywność (tzw. kontyngent), konfiskowali domowe młyny (żarna) albo je niszczyli. W okolicach Cisownika i w samej wsi stacjonowały 2 dywizje partyzantów zgrupowania sandomiersko-krakowskiego – około 15 tys. żołnierzy. Jak pisze w swoim pamiętniku jeden z najstarszych mieszkańców Cisownika: W każdym domu było po 15 do 20 żołnierzy (...) szli aby wesprzeć powstańców warszawskich.
Mimo trudnych chwil mieszkańcy Cisownika przeżyli czas wojny bez większych strat w ludziach. Wielu było wywiezionych do Niemiec na przymusowe roboty, po wojnie wrócili do swojej wsi. W latach 50. wiele rodzin wyjechało z Cisownika na ziemie odzyskane „za chlebem”. Koniec lat 60. i 70. to emigracja szczególnie młodych cisowiaków na Śląsk za pracą.
Obecnie Cisownik to jedna z najmniejszych wsi w gminie Smyków, mieszka tu ok. 80 mieszkańców, połowa z nich to ludzie starsi.
Od pięciu lat w ostatnią sobotę lipca odbywa się tu zjazd cisowiaków i ich przyjaciół – to święto pod hasłem „DO CISOWNIKA WRÓĆ”. Można zobaczyć wtedy jak wyglądał Cisownik kilkadziesiąt lat temu, posłuchać dawnych pieśni i przyśpiewek, a także skosztować potraw przygotowanych przez cisowskie gospodynie według przepisów naszych babć.
Tradycją jest pieczenie chleba na zakwasie, gotowanie prazoków i zalewajki. Choć wieś nie jest duża ma swoją kronikę, gdzie wszystko jest udokumentowane, ma też własny hymn pt. „Do Cisownika wróć”. Każdego roku w kwietniu Cisownik odwiedzają „Ułani z Lublina”, którzy jadą szlakiem walk majora „Hubala” aż do Anielina, a w Cisowniku zatrzymują się na nocleg.